# Dix Eunuques
Les Dix Eunuques (chinois traditionnel : 十常侍 ; pinyin : shí chángshì) sont les chefs de la Faction des Eunuques de la Cour impériale chinoise, à la fin de la dynastie des Han orientaux. Ils ont une très grande influence sur la vie politique et sont les maîtres de fait de la Cour.

## Histoire

### Origines
La puissance des Dix Eunuques trouve ses origines dans le coup d'État que l'empereur Han Huandi organise en 159 pour renverser les deux personnes qui dominent alors la cour : Ji Liang, le frère de l'impératrice douairière Liang, et son épouse l'impératrice Liang Nüying. Pour réussir ce coup, Huandi s'est appuyé sur les 5 eunuques les plus puissants de la cour. Afin de les récompenser pour leur aide, l'empereur donne aux cinq eunuques et à leurs associés des postes prestigieux qui leur donnent un grand pouvoir,. Mais très vite, leurs agissements prouvent qu'ils sont tous plus corrompus les uns que les autres. Ne pouvant pas accepter une telle situation, un certain nombre de lettrés confucianistes faisant partie de l’administration impériale commencent à former une coalition pour mettre fin à l’influence des eunuques. Après des années de luttes acharnées, les eunuques réussissent à se débarrasser définitivement de tous leurs opposants et deviennent les seuls maîtres de la Cour impériale. Le groupe à la tête de cette faction est entre-temps passé de cinq a dix eunuques.
Lorsque l’empereur Han Lingdi meurt en 189, les eunuques s'appuient sur l’impératrice douairière He et le ministre He Miao pour conserver le pouvoir, car ils n'ont aucune appui militaire à leur disposition. Cette situation déplaît à Yuan Shao, un noble de la Cour qui a soutenu les lettrés confucianistes opposés aux eunuques pendant leurs années d'exil. Il envoie Zhang Jin auprès de He Jin, le frère de l’impératrice douairière. Zhang Jin fait valoir à Jin que les Portes Jaunes et les Dix Eunuques ont usurpé le pouvoir, que l’impératrice douairière He est corrompue et qu'elle est de mèche avec eux. Il exhorte He Jin à détruire cette source d’ennuis. Convaincu par les arguments de son interlocuteur, He Jin commence à conspirer avec Yuan Shao. Ce dernier propose au frère de l'impératrice de faire venir le général Dong Zhuo, alors en poste aux frontières ouest de l'empire, et divers seigneurs de guerre dans la capitale pour menacer l’impératrice douairière, et la forcer à faire exécuter les Dix Eunuques. He Jin valide ce plan et donne l'ordre à Zhuo de venir à la capitale avec son armée. Pressentant un danger imminent pour leurs vies, les Dix Eunuques et les Portes Jaunes se présentent devant He Jin pour s'excuser de leurs "méfaits".
Voyant que tous leurs ennemis sont à leur merci, Yuan Shao conseille a He Jin de saisir cette occasion pour tous les exécuter, mais Jin refuse de le faire. Par la suite, He Jin nomme Yuan Shao chef des fonctionnaires civils et militaires de Luoyang et le charge d'enquêter sur les magouilles des eunuques dans la capitale. Yuan reçoit l’ordre de sélectionner deux cents officiers honnêtes "Rapides comme des Tigres" (Hu Ben) pour remplacer les "Portes jaunes" comme gardes du Palais interdit.

### Révolte et chute
Ce n'est que lorsque commence le neuvième mois de l’an 189, que He Jin pense avoir réuni assez de preuves contre les Dix Eunuques et va voir l’impératrice douairière pour demander leur exécution. La conversation entre le frère et la sœur est entendue et Zhang Rang, le chef du groupe des Dix Eunuques, est immédiatement mis au courant de la situation. Peu de temps après, Duan Gui, Zhang Rang, Zhao Zhong et quelques autres eunuques utilisent un faux décret de l’impératrice douairière pour attirer He Jin dans un piège. Ils décapitent He Jin dans le jardin du palais. Dès lors, le palais sombre dans le chaos. Peu après le meurtre de He Jin, le ministre Dou Wu est également assassiné. Lui aussi avait comploté contre les Eunuques, mais son plan est découvert à cause d'officiers un peu trop bavards appartenant aux cinq régiments de l’armée du Nord.
Voyant que la situation échappe à tout contrôle, Yuan Shao et son cousin Yuan Shu tentent d'obliger Duan Gui et son groupe à sortir de leur cachette. Shao attaque le Palais du Nord, pendant que Shu attaque le Palais du Sud et donne l'ordre aux officiers "Rapides comme des Tigres" d'en défoncer la porte. Pris au piège, les eunuques s'enfuient vers le Palais du Nord par le passage couvert reliant les deux bâtiments. Au lieu de chercher à les mettre à l'abri, Zhang Rang enlève l’empereur Han Shaodi et son frère Liu Xie, le Roi de Chen Liu, pour qu'ils lui servent d'otage pendant qu'il s'enfuit en direction de Xiao Ping Jin. Pendant que Gui s'enfuit, Yuan Shao et Yuan Shu réussissent à pénétrer dans le palais du Nord et se lancent dans un massacre systématique de tous les eunuques du palais, sans tenir compte de leur âge. Même les eunuques qui avaient refusé de rejoindre la faction dirigée par les Dix Eunuques sont abattus et c'est a peu près deux mille personnes qui sont tuées par les troupes, sans compter ceux tués par erreur.
Lorsqu'il s’aperçoit que l'empereur et une partie des eunuques ont disparu, Yuan Shao envoie des troupes à la poursuite de Zhang Rang. Voyant qu’il était sur le point d’être capturé, ce dernier se suicide en se jetant dans une rivière. Les autres membres des Dix Eunuques présents à ses côtés tentent d'abord de garder le jeune empereur et le Prince Xie en otage, mais finissent par se suicider quand leurs ennemis se rapprochent. Peu après, le général Dong Zhuo arrive sur place à la tête d'une troupe de 200 000 soldats. Mis au courant de la situation, il raccompagne l’empereur au Palais impérial, en chasse Yuan Shao et devient le nouveau maître de la Cour.

## Membres du groupe
Même s'ils sont désignés collectivement sous le nom de « dix » eunuques, le Tome 78 du Livre des Han postérieurs, qui est l’histoire officielle de la dynastie des Han orientaux, contient une liste de 12 noms :
- Zhang Rang (張讓)
- Zhao Zhong (趙忠)
- Xia Yun (夏惲)
- Guo Sheng (郭勝)
- Sun Zhang (孫璋)
- Bi Lan (畢嵐)
- Li Song (栗嵩)
- Duan Gui (段圭)
- Gao Wang (高望)
- Zhang Gong (張恭)
- Han Li (韓悝)
- Song Dian (宋典)

## Les 10 eunuques dans les œuvres de fiction

### Roman des Trois Royaumes
Les Dix Eunuques sont présents dans le roman historique : Roman des Trois Royaumes.
Ce roman prend des libertés avec la réalité historique. Ainsi, si historiquement Hou Lan meurt en 172 et Cao Jie en 181, ils apparaissent tous les deux dans le chapitre du roman consacré à la Révolte des Dix Eunuques de 189.
- Feng Xu (封諝): conspirateur impliqué dans la révolte des Turbans jaunes. Il est exécuté en 184
- Jian Shuo (蹇碩): Il tente d'assassiner He Jin et échoue. Jin le fait exécuter par la suite. Dans le roman, il est tué par Guo Sheng

Les quatre qui sont tués par Yuan Shu et Wu Kuang (吳匡) :
- Zhao Zhong (趙忠)
- Guo Sheng (郭勝)
- Xia Yun (夏惲)
- Cheng Kuang (程廣)

Les quatre qui s'enfuient en kidnappant l'Empereur :
- Zhang Rang (張讓): noyé
- Duan Gui (段圭): tué par Min Gong (閔貢)
- Hou Lan (侯覽)
- Cao Jie (曹節)

### Jeux vidéo
Dans Dynasty Warriors 4 : Xtreme Legends, le scénario dédié à Dong Zhuo commence par un niveau mettant en scène la Révolte des Dix Eunuques de 189. Ce niveau apparaît également dans Dynasty Warriors 5: Xtreme Legends.
Dans Dynasty Warriors 8: Xtreme Legends, il faut jouer le mode "Histoire" avec Lu Bu pour jouer le niveau mettant en scène la chute des Dix Eunuques.